# Giuseppe Moruzzi
(Rita Levi Montalcini; Università di Parma, 20 marzo 1990)
Giuseppe Moruzzi (Campagnola Emilia, 30 luglio 1910 – Pisa, 11 marzo 1986) è stato un neurofisiologo italiano.

## Biografia

### I primi anni
Giuseppe Moruzzi nacque a Campagnola Emilia il 30 luglio 1910, in una famiglia di medici da generazioni, da Giovanni Moruzzi, medico e assistente universitario, e Bianca Carbonieri (1888-1973).
Trascorse la giovinezza a Parma, dove il padre già svolgeva la professione medica; nella sua famiglia peraltro c'era una secolare tradizione medica. 
Frequentò le classi I e II elementare alla scuola De La Salle e le classi III e IV nelle scuole comunali, provvisoriamente ospitate in una casa nei pressi dell'Università degli Studi di Parma.
Essendo stata abolita la classe V, nel giugno 1919 ottenne la licenza elementare e s'iscrisse al ginnasio, presso il collegio ducale Maria Luigia. 
Iniziò il ginnasio superiore nel 1922. Nel 1923 toccò con mano la riforma Gentile che lui stesso ricorda: 

Nel 1924 avvenne il delitto Matteotti e il giovane Moruzzi, sdegnato, maturò rapidamente i suoi ideali politici. Michel Meulders lo ricorda: 
Dall'ottobre 1924 frequentò il liceo classico, incontrando una figura che lui stesso definirà “un vero Maestro”, il professor Bevilacqua. 
Al liceo conobbe studenti più grandi, tra cui Vittorio Enzo Alfieri.

### Gli studi universitari
Nel 1927 s'immatricolò alla Facoltà di Medicina e Chirurgia all'Università degli Studi di Parma. La scelta non fu facile per Moruzzi, cultore delle humanae litterae: 
Moruzzi fu già dal I anno allievo di Antonio Pensa, che lo accolse nel suo laboratorio, lasciandogli perfino le chiavi della biblioteca anatomica. 
Nel 1930, seguito e supportato dal suo maestro, portò a termine il suo primo lavoro sulle strutture dello strato dei granuli del cervelletto. Quando Pensa venne chiamato a Pavia, Moruzzi decise di non seguirlo e di restare a Parma, come allievo del professor Mario Camis, un illustre neurofisiologo a sua volta allievo di Charles Scott Sherrington.
Si laureò in Medicina e Chirurgia nel 1933 con una tesi sulla corteccia del cervelletto, sotto la guida di Pensa.

### Dopo la laurea
Nell'autunno del 1933 venne nominato assistente di ruolo nell'istituto di fisiologia dell'Università di Parma, il cui direttore era il professor Camis. Allora Moruzzi dedicò gran parte del suo tempo a studi neurofisiologici. Decise di dedicarsi unicamente alla fisiologia del cervelletto nel 1936, quando si trasferì all'Istituto di Bologna, scegliendo come argomento di studio l'azione del paleocerebellum sui riflessi vasomotori. Tali ricerche interessarono vivamente il professor Frédéric Bremer, pioniere delle ricerche sul sonno, e alla fine dell'ottobre 1937 iniziò il soggiorno di Moruzzi all'estero, precisamente a Bruxelles.

### Il soggiorno a Bruxelles
Di Bremer, Moruzzi scriverà: 
A Bruxelles Moruzzi scoprì l'elettroencefalografia, tecnica che aveva già permesso a Bremer di oggettivare lo stato di sonno permanente del cervello di un animale sottoposto a una sezione completa del tronco encefalico.
Bremer gli affidò lavori di elettrofisiologia, come l'azione dell'ipoglicemia sull'attività elettrica della corteccia cerebrale.
Inoltre Moruzzi intraprese lo studio dell'epilessia jacksoniana nella zona corticale motrice del coniglio, mettendo in evidenza i meccanismi di propagazione dell'attività convulsiva attraverso il corpo calloso.
A Bruxelles frequentò assiduamente il Club de la Fondation Universitaire, che aveva una ricchissima biblioteca degli autori classici Francesi. 
Nel 1938 si recò a Zurigo per partecipare al Congresso Internazionale di Fisiologia.
Nell'agosto di quell'anno Moruzzi partì con il professor Camis per trascorrere qualche giorno al Bombodolo, residenza estiva estremamente cara a Giuseppe, nei pressi di Noceto.

### Il soggiorno a Cambridge
Durante il soggiorno in Belgio, Moruzzi non aveva speso tutto il denaro della borsa di studio della Rockfeller Foundation. I risparmi gli permisero di prolungare il soggiorno all'estero.
Nell'autunno 1938 accettò l'invito di Edgar Douglas Adrian a Cambridge. Adrian era stato allievo di Charles Scott Sherrington e con lui era stato insignito del premio Nobel nel 1932. Con Adrian, che era stato il primo a registrare l'attività elettrica di una singola cellula nervosa e muscolare, Moruzzi si iniziò alle metodiche di registrazione dell'attività elettrica delle singole fibre nervose, usando a questo scopo microelettrodi collegati ad un oscilloscopio, strumento appena messo a punto da Brian Matthews (1906-1986). 
Con questa strumentazione Adrian e Moruzzi studiarono l'attività elettrica dei neuroni dei cordoni posteriori del midollo, che conducono dalla periferia al cervello le informazioni tattili.
Riuscirono a registrare l'attività nervosa del fascio piramidale, che porta i segnali provenienti dalla corteccia motrice ai motoneuroni del midollo spinale. Negli esperimenti successivi furono in grado di registrare l'attività di una singola fibra dei fasci piramidali.
Si trattò di un evento storico: la registrazione dell'attività di quell'elemento cerebrale che Santiago Ramón y Cajal aveva chiamato célula psiquiqa e mariposa del alma, attività però elettricamente indistinuguibile da quella generata dalle cellule sensitive o motrici. 
Moruzzi del collega con cui condivise questa scoperta scriverà:
Nell'agosto 1939, tra la disattenzione generale a causa della partenza per Mosca di Joachim von Ribbentrop, Moruzzi partecipa al Congresso Internazionale di Neurologia, in cui espose i risultati delle ricerche, condotte con Adrian, sulle scariche epilettiche registrate nel fascio piramidale.
Tornò in Italia, interrompendo a causa della Guerra la ricerca elettrofisiologica.

### Il soggiorno a Chicago
Nel 1947 giunse a Chicago a seguito dell'invito della Northwestern University. Venne ospitato dal professor Horace Magoun, che gli mise a disposizione il laboratorio di Anatomia, nonché gli strumenti.
Insieme iniziarono esperimenti sui rapporti tra cervelletto e corteccia cerebrale.
Moruzzi partiva dall'idea, ipotizzata da Constantin von Economo trent'anni prima, che l'inibizione esercitata dal paleocerebello sulla corteccia cerebrale fosse mediata dalla formazione reticolare del tronco dell’encefalo. Applicarono quindi i loro elettrodi nella sostanza reticolare, sperando di identificare le vie inibitrici. La stimolazione elettrica sembrò sopprimere ogni attività della corteccia. 
Poco più tardi però si accorsero che quella che sembrava una completa assenza di onde cerebrali consisteva nella comparsa di un'attività caratterizzata da onde di piccola ampiezza e grande frequenza. Questo tracciato "desincronizzato" era caratteristico dello stato di veglia. Scoprirono quindi che il sistema reticolare attivante è all'origine dello stato di veglia, svolgendo dunque un ruolo fondamentale per la coscienza.
Magoun e Moruzzi, oltreché mettere – per primi – in risalto la rilevanza della formazione reticolare dal punto di vista neuropsicologico, posero così le basi per la scoperta dei meccanismi fondamentali della fisiologia del sonno. Parallelamente, Moruzzi si dedicò allo studio microelettrodico del cervelletto con J. M. Brookhart e R. S. Snyder.
Durante il soggiorno in America, la Facoltà di Medicina di Pisa lo aveva chiamato alla cattedra di Fisiologia umana. Accettato l'impiego, Moruzzi tornò in Italia nel 1949 per restarvi sino alla fine della carriera accademica.

### Il ritorno in Italia e il rigoglio scientifico
Moruzzi confessò che la scelta di Pisa era stata dettata anche da una sete di cultura e di interessi umani:
Poco dopo l'arrivo di Moruzzi all'Istituto di Via San Zeno, il laboratorio ebbe uno slancio impressionante diventando un importante centro di ricerche neurofisiologiche. Facendo un sommario bilancio, il centro di ricerca continuò gli studi sulla regolazione del ciclo sonno-veglia, acquistando fama mondiale soprattutto grazie alla neurofisiologia del sonno. Scoprì che ogni neurone reticolare è punto di convergenza di numerosi impulsi nervosi di origine diversa. Nel 1959 spiegò l'alternarsi di veglia e sonno, affermando che gli influssi che producono il sonno dovevano provenire dalla parte posteriore alla sezione mediopontina pretrigeminale.
Negli anni successivi il tentativo di Moruzzi fu quello di identificare le ragioni fisiologiche, psicologiche e comportamentali che sono alla base della necessità del sonno nel mondo animale. Questo tipo di approccio venne indicato, negli anni settanta, come "fisiologia del perché", in contrasto con quella "del come" che mirava a spiegare solo i fenomeni fisiologici e i relativi meccanismi.
Moruzzi riteneva che il sistema nervoso ha la necessità del sonno in quanto deve pagare un debito fisiologico, non un debito metabolico ma più una sorta di ristoro che assicuri il consolidamento di circuiti sinaptici particolarmente attivi durante la veglia.
Nel 1958 Moruzzi veniva nominato direttore del centro di studio per la Neurofisiologia del Consiglio Nazionale delle Ricerche. Quell'anno a Mosca ci fu il Congresso di Fisiologia e Patologia del sistema nervoso, il primo, dopo la guerra a riunire ricercatori dell'est e dell'ovest. Moruzzi ne fu il grande eroe, poiché i suoi lavori sulla formazione reticolare e le porte che questi avrebbero aperto sulla clinica e la fisiologia appassionarono tutti. Si dice che alla fine di una cena, un oratore russo declamò: 
Moruzzi è stato giudicato uno dei più grandi scienziati italiani del XX secolo. Accademico dei Lincei, fu anche uomo di grande cultura storico-letteraria e dedicò una parte significativa del suo impegno alla costituzione, a Pisa, di una ricchissima biblioteca scientifica
Negli ultimi anni della sua vita dovette contrastare la malattia di Parkinson. Morì a Pisa l'11 marzo 1986. Fra i tanti suoi allievi, Giovanni Berlucchi, Emilio Bizzi, Marcello Brunelli, Lamberto Maffei, Franco Magni, Mauro Mancia, Giacomo Rizzolatti, Piergiorgio Strata.
Il figlio Giovanni, è docente di fisica della materia all'Università di Pisa.

## Riconoscimenti
- Nel 1956 in onore della sua carriera scientifica ricevette il Premio Feltrinelli dell'Accademia nazionale dei Lincei[31]
- Nel 1965 il premio Lashley dell'American Philosophical Society
- Nel 1969 il premio Saint-Vincent dell'Accademia di Medicina di Torino
- Nel 1971 il premio Kenneth Craik del St. John's College di Cambridge

Gli furono concesse lauree ad honorem dalle università di Pennsylvania (1963), Lione (1963), Lovanio (1964), Oslo (1965), Zurigo (1969) e Monaco di Baviera (1972).

## Opere
- La rete nervosa diffusa (Golgi) dello strato dei granuli del cervelletto, Firenze, Niccolai, 1930
- L'epilessia sperimentale, Bologna: N. Zanichelli, 1946
- Problems in cerebellar physiology, Springfield: Charles C Thomas, 1950
- The physiology and pathology of the cerebellum, (in collaborazione con Robert Stone Dow), Minneapolis: University of Minnesota press, 1958
- L'opera elettrofisiologica di Carlo Matteucci, Firenze, Olschki, 1964
- Technical (final) report : comparative neurophysiology of vision, Pisa, Arti Grafiche Pacini Mariotti, 1964
- Fisiologia della vita di relazione, Torino: UTET, 1975
- Fisiologia della vita vegetativa, Torino: UTET, 1978, ISBN 88-02-02504-5
- In memoriam Lord Adrian (1889-1977), Reviews of Physiology, Biochemistry and Pharmacology. 1980;87:1-24.